# Novogodišnja utrka u Varaždinu
Novogodišnja utrka u Varaždinu (eng. New Year's Race Varaždin) je atletsko natjecanje koje se održava u Varaždinu, s početkom točno u ponoć na prijelazu iz stare u novu godinu. Utemeljena 1977. godine, ova manifestacija uživa status prve utrke na svijetu koja započinje u ponoć novogodišnje noći. To je prvo sportsko natjecanje u Hrvatskoj na početku nove godine.

## Povijest
Prva utrka održana je 1. siječnja 1978. godine. Organizaciju utrke od samih početaka vodi Zajednica sportskih udruga Grada Varaždina u suradnji s Atletskim klubom „Sloboda” Varaždin, uz pokroviteljstvo Grada Varaždina.
Godinu dana kasnije nakon prve Novogodišnje utrke u Varaždinu 1978. održana je slična utrka u New Yorku 1. siječnja 1979., koja postoji i danas. Slična utrka postoji i u Sao Paulu u Brazilu, ali se održava 31. prosinca. Postoji i Novogodišnja utrka u Osijeku koja postoji od 1984. godine i trči se 1. siječnja u podne.

## O utrci
Utrka se održava na gradskim ulicama i trgovima Varaždina, sa startnom i ciljnom pozicijom na Trgu kralja Tomislava.
Duljina staze je 5 km, a vremensko ograničenje 60 minuta. Za sudjelovanje treba imati najmanje 15 godina starosti. Utrka se održava uz policijsku pratnju i s medicinskom službom.
Natjecanje privlači sudionike iz različitih zemalja, uključujući Sloveniju, Mađarsku, Austriju, Veliku Britaniju i Francusku. Godišnje okuplja preko 450 natjecatelja iz Hrvatske i inozemstva.
Utrka je također dio službenog kalendara Kupa Sjeverozapadne Hrvatske, gdje se rezultati boduju za ukupni poredak lige.